# 孟希璘
孟希璘（英語：Ball Mang Hei Lun，1990年11月21日—），香港女演員及商人，現為無綫電視經理人合約藝員。

## 簡歷
孟希璘生於演藝世家，自小在邵氏兄弟宿舍長大，父親是邵氏演員兼《第39屆金馬獎》「最佳動作設計」得主孟龍，二伯父孟海曾獲《第5屆香港電影金像獎》「最佳男配角」獎，而大姑媽孟秋也是一名武打演員
。她15歲患上原發性雷諾氏綜合症，關節長期腫痛又經常發熱，須長時間接受治療。她18歲時隻身前往四川師範大學電影電視學院修讀編劇及導演系學士課程，畢業後留在當地創業四年，經營過服裝、手機殼及珍珠奶茶等各種生意；2014年與親友在旺角 W Plaza 開設店舖「HK Deltal」，專門售賣客製化手機殼、生活用品和健康食品，2017年7月選擇投考第29期無綫電視藝員訓練班，9月入讀藝員訓練班，次年3月初正式加入無綫電視和成為旗下基本藝人合約藝員（2022年3月轉簽經理人合約）。
孟希璘於2018年起開始參與多套劇集，因留有短髮，外表清秀，形象比較似男生而為人認識；2020年則在《十八年後的終極告白》裡，飾演同性戀售貨員「蔡慧蘭（Jackie）」一角而受到網民注目。另外，她本身亦是個同性戀者，現任女朋友是前無綫電視主持李寶珊，兩人於2020年2月情人節公開戀情；參加藝員訓練班甄選初時，已向無綫電視助理總經理（藝員管理及發展）樂易玲及在場監製表明性取向，樂易玲也認為藝人的演技修練、品德節操、形象正派等更加重要，不應受性取向所規限。

## 演出作品

### 電視劇
| 首播       | 劇名                             | 角色                             |
| 無綫電視   |                                  |                                  |
| 2018年至今 | 愛·回家之開心速遞                | 女殺手（第227集）                |
| 2018年至今 | 愛·回家之開心速遞                | 交流生（第236集）                |
| 2018年至今 | 愛·回家之開心速遞                | 女售貨員（第311集）              |
| 2018年至今 | 愛·回家之開心速遞                | 女路人（第338集）                |
| 2018年至今 | 愛·回家之開心速遞                | 「夢資源公司」女店員（第365集）  |
| 2018年至今 | 愛·回家之開心速遞                | Tiffany（第447集）               |
| 2018年至今 | 愛·回家之開心速遞                | 行山客（第511集）                |
| 2018年至今 | 愛·回家之開心速遞                | 女拳手（第830集）                |
| 2018年至今 | 愛·回家之開心速遞                | 童立桐（Laptop）（第959集至今）  |
| 2018年     | BB來了                           | 唐恬兒前同事（第3、6集）         |
| 2018年     | 是咁的，法官閣下                 | 文理大學學生（第4、5、7集）      |
| 2018年     | 是咁的，法官閣下                 | 路 人                            |
| 2018年     | 兄弟                             | 女教練（第9集）                  |
| 2018年     | 救妻同學會                       | 三樓舍員                         |
| 2019年     | 福爾摩師奶                       | 管家訓練課程學員（第14、17集）   |
| 2019年     | 鐵探                             | 軍 警                            |
| 2019年     | 白色強人                         | Kitty 助手（第2 - 4集）          |
| 2019年     | 金宵大廈                         | 酒吧客（第5、6集）               |
| 2019年     | 金宵大廈                         | 美 女（第13、14集）              |
| 2019年     | 她她她的少女時代                 | 學 生（第3集）                   |
| 2019年     | 包青天再起風雲                   | 妓 女（第3集）                   |
| 2019年     | 街坊財爺                         | 電視台職員（第15集）             |
| 2019年     | 牛下女高音                       | 跑 手（第6集）                   |
| 2019年     | 牛下女高音                       | 主 播（第13集）                  |
| 2019年     | 解決師                           | 劉靜宜                           |
| 2019年     | 堅離地愛堅離地（Astro AOD 首播） | 青 年（第12、13集）              |
| 2019年     | 過街英雄（Astro AOD 首播）       | 侍 應（第4、7 - 9集）            |
| 2020年     | 機場特警                         | Coffee（第14集）                 |
| 2020年     | 十八年後的終極告白               | 蔡慧蘭（Jackie）                 |
| 2020年     | 降魔的2.0                        | 孫若希                           |
| 2020年     | 那些我愛過的人                   | 文錡                             |
| 2020年     | 迷網                             | 朝 蘭（第10集）                  |
| 2020年     | 殺手                             | 記 者（第22集）                  |
| 2020年     | 使徒行者3                        | 巫定奇                           |
| 2020年     | 木棘証人                         | 軍裝警察（第2 - 5、7 - 9、17集） |
| 2020年     | 踩過界II                         | 江小敏（第3集）                  |
| 2020年     | 愛美麗狂想曲（myTV Gold 首播）   | Betty                            |
| 2021年     | 伙記辦大事                       | 朱字文（Joey）                   |
| 2021年     | 逆天奇案                         | 軍裝警員                         |
| 2021年     | 刑偵日記                         | 記 者（第1、2集）                |
| 2021年     | 七公主                           | 便衣探員（第6集）                |
| 2021年     | 七公主                           | 觀 眾（第26集）                  |
| 2021年     | 把關者們                         | 林皓宜                           |
| 2021年     | 我家無難事                       | 郭忠石手下（第23集）             |
| 2021年     | 換命真相                         | 客 人（第3集）                   |
| 2021年     | 拳王                             | 林心怡（Joyce）                  |
| 2021年     | 十月初五的月光                   | 義 工（第7集）                   |
| 2021年     | 異搜店                           | 客 人（第2、4集）                |
| 2021年     | 異搜店                           | 護 士（第12、14、15集）          |
| 2022年     | 鐵拳英雄                         | 護 士（第9、21集）               |
| 2022年     | 雙生陌生人                       | 法律行政人員（第17集）           |
| 2022年     | 十八年後的終極告白2.0            | 客 人（第17 - 19集）             |
| 2022年     | 回歸光影頌:神奇的燈泡            | 外賣員                           |
| 2022年     | 回歸                             | 警 員（第9集）                   |
| 2022年     | 痞子殿下                         | 小 淘                            |
| 2022年     | 白色強人II                       | 徐家慧（第8、13集）              |
| 2022年     | 黯夜守護者                       | 酒 保（第1、3、6、8、13 - 15集） |
| 2022年     | 美麗戰場                         | 小巴乘客（第1集）                |
| 2022年     | 超能使者                         | CID（第23、25集）                |
| 2022年     | 輕·功                            | 接待員（第5集）                  |
| 2023年     | 隱形戰隊                         | CID（第11集）                    |
| 2023年     | 隱門                             | 關家寶                           |
| 2023年     | 寵愛Pet Pet                      | 懲 教（第19 - 20集)              |
| 2023年     | 飛常日誌                         | 邵希怡                           |
| 2024年     | 法證先鋒VI：倖存者的救贖         | 可 樂                            |
| 2024年     | 異空感應                         | 陳美年                           |
| 2025年     | 痞子無間道                       | 阿 佐                            |
| 未播映     | 死有對証                         |                                  |
| 邵氏兄弟   |                                  |                                  |
| 2022年     | 飛虎之壯志英雄                   | 保 鑣（第12、15集）              |

### 綜藝節目
| 首播     | 節目名                      | 備註             |
| 無綫電視 |                             |                  |
| 2017年   | 我愛EYT                     | 固定嘉賓         |
| 2017年   | 萬千星輝賀台慶2017          | 固定演出嘉賓     |
| 2018年   | 新春辦年貨                  | 演出開首音樂錄像 |
| 2018年   | Ben Sir睇樓團               | 演出第二輯 第6集 |
| 2021年   | 安樂蝸                      | 第522集嘉賓      |
| 2021年   | 開心大綜藝                  | 第5集嘉賓        |
| 2021年   | 明星運動會前哨戰 : Fight 盡 | 演出             |
| 2021年   | 萬千星輝賀台慶2021          | 固定演出嘉賓     |
| 2022年   | 360秒人生課堂               | 演出第1集        |

### 電影
| 首映   | 電影名         | 角色  |
| 1995年 | 沒有老公的日子 | 女 孩 |

## 外部連結
- 孟希璘國際官方影迷會的Instagram帳戶
- 孟希璘的Instagram帳戶